# Josef Šagal
Josef Šagal (hebrejsky: יוסף שגל, rodným jménem Josif Sčegolev; 25. března 1949 Baku) je izraelský politik a bývalý poslanec Knesetu za stranu Jisra'el Bejtejnu.

## Biografie
Narodil se 25. března 1949 v Baku v tehdejším Sovětském svazu, dnes Ázerbájdžán. Vysokoškolské vzdělání bakalářského typu v oboru historie získal na Státní univerzitě v Baku. 12. srpna 1990 přesídlil do Izraele. Působil jako novinář. Hovoří hebrejsky, rusky a ázerbájdžánsky.

## Politická dráha
V izraelském parlamentu zasedl po volbách do Knesetu v roce 2006, ve kterých kandidoval za Jisra'el Bejtejnu. Byl pak členem parlamentního výboru pro vzdělávání, kulturu a sport, výboru petičního, výboru pro drogové závislosti a výboru pro imigraci, absorpci a záležitosti diaspory.
Ve volbách do Knesetu v roce 2009 kandidoval, ale nebyl zvolen.

## Vyznamenání
- Řád přátelství – Ázerbájdžán, 4. července 2011 – za služby pro posílení přátelství mezi národ a rozvoj ázerbájdžánské diaspory[2]